# Bülent Bostanoğlu

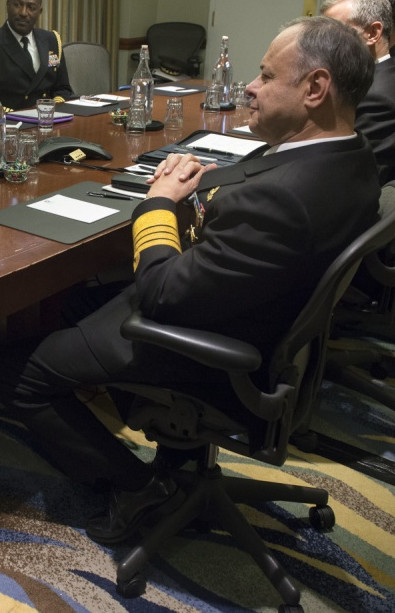
Bülent Bostanoğlu

Recep Bülent Bostanoğlu (* 1953 in Karadeniz Ereğli, Provinz Zonguldak) ist ein türkischer Admiral, der seit 2013 Oberkommandierender der Marine (Türk Deniz Kuvvetleri) ist.

## Leben

### Marineoffizier und Stabsoffizier
Bostanoğlu trat nach dem Schulbesuch 1970 in die Seekadettenanstalt (Deniz Lisesi) sowie anschließend 1973 in die Marineschule (Deniz Harp Okulu) ein, die er 1975 als Leutnant zur See (Teğmen ) abschloss. Im Anschluss fand er zwischen 1975 und 1980 Verwendung als Offizier auf der TCG Tinaztepe (D-355), auf dem Geleitzerstörer TCG Berk (D-358) sowie auf dem Zerstörer TCG Adatepe D-353, ehe er Operationsoffizier und Kommandant der TCG Sultanhisar (P-111) war.
Nach Abschluss der Marineakademie (Deniz Harp Akademisi) war Bostanoğlu zwischen 1982 und 1983 Navigations- und Operationsoffizier auf dem Zerstörer TCG Anıttepe (D-347) sowie danach von 1983 bis 1989 Projektoffizier für NATO-Übungen in der Operationsabteilung des Oberkommandos der Marine. 1989 war er Absolvent der Akademie der Streitkräfte (Silahlı Kuvvetler Akademisi) und daraufhin zwischen 1989 und 1991 Erster Offizier des Zerstörers TCG Savaştepe (D-348). Während dieser Zeit war er 1990 Absolvent des US-amerikanischen Naval War College (NWC) in Newport und danach zwischen 1991 und 1993 zunächst Kommandant des Zerstörers TCG Savaştepe (D-348) sowie von 1993 bis 1994 Kommandant der Fregatte Muavenet (F-250).
Danach war Bostanoğlu von 1994 bis 1995 Leiter der Abteilung für Planung und Organisation im Flottenkommando sowie anschließend zwischen 1995 und 1998 Marineattaché an der Botschaft in Griechenland, ehe er von 1998 bis 1999 Kommodore der 4. Zerstörer-Flottille war sowie zwischen 1999 und 2000 als Leiter der Operationsabteilung im Flottenkommando fungierte.

### Aufstieg zum Admiral
Nach seiner Beförderung zum Flottillenadmiral am 30. August 2000 war Bostanoğlu von 2000 bis 2002 Leiter der Abteilung für Griechenland und Zypern im Generalstab der Türkei, zwischen 2002 und 2003 Befehlshaber des Begleit- und Patrouillengeschwaders (Refakat ve Karakol Filosu Komutanlığı) sowie danach von 2003 bis 2004 Befehlshaber der Einsatzgruppe Süd (Güney Görev Grup Komutanlığı) in Aksaz, die zum Flottenkommando gehört.
Am 30. August 2004 wurde Bostanoğlu zum Konteradmiral (Tümamiral) befördert und fungierte danach von 2004 bis 2005 erst als Kommandant der Marineakademie sowie anschließend zwischen 2005 und 2007 als Leiter der Operationsabteilung im Oberkommando der Marine. Anschließend war er von 2007 bis 2008 Kommodore des Kriegsschiffsgeschwaders und dann zwischen 2008 und 2009 Chef des Stabes des Flottenkommandos.
Nachdem Bostanoğlu am 30. August 2009 zum Vizeadmiral (Koramiral) befördert wurde, übernahm er zwischen 2009 und 2010 die Aufgabe als Leiter der Abteilung für Kommunikation, Elektronik und Informationssysteme im Generalstab und war anschließend von 2010 und 2011 Oberbefehlshaber des Trainings- und Ausbildungskommandos der Marine (Deniz Eğitim ve Öğretim Komutanlığı). Im Anschluss fungierte er zwischen 2011 und 2013 als Oberbefehlshaber des Marinekommandos Nord (Kuzey Deniz Saha Komutanlığı) in Istanbul, das unter anderem für Marmarameer, Schwarzes Meer, Bosporus und Dardanellen zuständig ist. Am 28. Januar 2013 wurde er vom Generalstab der Türkei zum Oberbefehlshaber des Flottenkommandos (Donanma Komutanlığı) im Marinestützpunkt Gölcük ernannt, zu dem unter anderem die Minenleger-, U-Boot-, Sturmboot-, Minenabwehrfahrzeug-, Logistikunterstützungs- und Marinefliegerverbände gehören.
Im August 2013 erfolgte die Beförderung Bostanoğlus zum Admiral (Oramiral) sowie seine Ernennung zum Oberkommandierenden der Marine (Deniz Kuvvetleri Komutanlığı) durch den Obersten Militärrat (Yüksek Askerî Şûra), dem er seither auch als Mitglied angehört.
Bostanoğlu, dem unter anderem die Ehrenmedaille der Streitkräfte (Türk Silahlı Kuvvetleri Şeref Madalyası), die Medaille der Streitkräfte für herausragende Verdienste (Türk Silahlı Kuvvetleri Üstün Hizmet Madalyası) und die NATO-Medaille verliehen wurde, ist verheiratet und Vater zweier Kinder.